# 6 de maig
El 6 de maig és el cent vint-i-sisè dia de l'any del calendari gregorià i el cent vint-i-setè en els anys de traspàs. Queden 239 dies per finalitzar l'any.

## Esdeveniments
Països Catalans
- 2000 - València: s'hi celebra la primera trobada de regidors dels Països Catalans.
- 2006 - La Viquipèdia en català arriba als 30.000 articles.

Resta del món
- 1527 - Es va produir el saqueig de Roma per part de les tropes espanyoles i alemanyes de Carles I d'Espanya, que va marcar la victòria del Sacre Imperi Romanogermànic sobre la Lliga de Cognac.
- 1757 - Praga (República Txeca): l'exèrcit de Prússia va guanyar a l'exèrcit del Sacre Imperi en la Batalla de Praga en el curs de la Guerra dels Set Anys.
- 1864 - Final de la batalla de Wilderness.[1]
- 1882: 
  - El governador d'Irlanda, Frederick Cavendish, i el vesgovenador Thomas Burke, foren assassinats a ganivetades a Phoenix Park (Dublín) pels Irish National Invincibles.
  - El Congrés dels Estats Units vota la Llei d'exclusió dels xinesos.[2] Aquesta llei no serà derogada fins al 1943.
- 1889 - Inauguració de l'Exposició Universal de París. La Torre Eiffel esdevé un dels símbols de la mostra i, per extensió, de la ciutat.
- 1937 - Desastre del Hindenburg, dirigible alemany que es va incendiar quan intentava aterrar a Lakehurst, Nova Jersey. Van morir-hi 36 persones.
- 1940 - John Steinbeck rep el premi Pulitzer per la seva novel·la The Grapes of Wrath (El raïm de la ira).
- 1941- En la URSS, Stalin és nomenat president del Consell de Comisaris de Poble.
- 1994 - La reina Elisabet i el president François Mitterrand inauguren oficialment l'Eurotúnel.[3]
- 2002 - Pim Fortuyn és assassinat a Hilversum (Holanda del Nord).

## Naixements
Països Catalans
- 1817 - Reus, Baix Camp: Josep Maria Pàmies Juncosa, polític català, alcalde de Reus en diverses ocasions (m. 1881).
- 1822 - Barcelona, Barcelonès: Antoni Comella i Calsina, compositor, director i instrumentista català.
- 1845 - Santa Cruz de Tenerife, Espanya: Àngel Guimerà, poeta i dramaturg català (m. 1924).[4]
- 1870 - Barcelona, Barcelonès: Pere Coromines i Montanya, escriptor, polític i economista català (m. 1939).[5]
- 1889 - Barcelona: Graziella Pareto, una de les tres grans sopranos coloratura barceloneses de la seva època (m. 1973).[6]
- 1903 - Inca, Mallorca: Gabriel Buades i Pons, anarcosindicalista i pacifista mallorquí (m. 1938).
- 1918 - Palamós, Baix Empordà: Lluís Figa i Faura, advocat i jurista català (m. 1996).[7]
- 1920 - Cervera, Segarra: Joan Salat i Tarrats, paer en cap de Cervera durant vint-i-sis anys (m. 2008).
- 1937 - Barcelona: Maria Bofill, ceramista catalana (m. 2021).[8]
- 1952 - Barcelona: Tònia Passola i Vidal, poeta catalana.
- 1959 - Cornellà de Llobregat, Baix Llobregat: Rosa Andreu, actriu catalana de cinema, teatre i televisió.[9]
- 1961 - Figueres, Alt Empordà: Roser Llop Florí, jugadora de basquetbol catalana (m. 2011).[10]
- 1974 - Sant Just Desvern, Baix Llobregat: Clara Segura i Crespo, actriu catalana de cinema, teatre i televisió.[11]

Resta del món
- 1501 - Montefano, Estats Pontificis: Papa Marcel II (m. 1555)[12]
- 1574 - Roma, Estats Pontificis: Innocenci X, Papa de l'Església catòlica entre 1644 i 1655 (m. 1655).[13]
- 1714 - Gelsdorf, prop de Bonn: Anton Raaff, tenor alemany (m. 1797).[14]
- 1856 - Freiberg, Moràvia: Sigmund Freud, neuròleg austríac (m. 1939).[15]
- 1868 - Tsàrskoie Seló, Rússia: Nicolau II, darrer tsar de Rússia (m. 1918).[16]
- 1871 - Cherbourg, França: François Auguste Victor Grignard, químic francès, Premi Nobel de Química de l'any 1912 (m. 1935).[17]
- 1872 - Annapolis Junction, Maryland, Estats Units: William Bowie, geodèsic estatunidenc (m. 1940).[18]
- 1889 - Wanstead (Regne Unit): Stanley Morison, dissenyador gràfic (m. 1967).[19]
- 1893 - Tui, Pontevedra, Galícia: José Calvo Sotelo, polític espanyol (m. 1936).[20]
- 1902 - Waterford, Estats Units: Ethelda Bleibtrey, nedadora nord-americana, guanyadora de tres medalles olímpiques d'or (m. 1978).
- 1904 - Jämshög, Blekinge (Suècia): Harry Martinson, poeta suec, Premi Nobel de Literatura de l'any 1974 (m. 1978).[21]
- 1906 - Dresden: Wera Meyer-Waldeck, arquitecta alemanya, alumna de la Bauhaus.[22]
- 1913 - Londres, Regne Unit: Stewart Granger, actor britànic i estatunidenc.
- 1915 - Kenosha, Wisconsin, Estats Units: Orson Welles, director, actor i guionista estatunidenc.
- 1924 - Bermeo, Biscaia: Néstor Basterretxea, escultor, pintor i director de cinema basc (m. 2014).[23]
- 1929 - Sidney, Ohio (EUA): Paul Christian Lauterbur, químic nord-americà, Premi Nobel de Medicina o Fisiologia de 2003 (m. 2007).[24]
- 1931 - San Carlos Centro, Santa Fe, Argentina: Clarice Pignalberi de Hassan, limnòloga i biòloga argentina (m. 1993).
- 1944 - Torí: Elena Baggiore, soprano italiana, considerada una de les sopranos italianes més importants.
- 1947 - Nova York: Martha Nussbaum, filòsofa estatunidenca especialitzada en filosofia antiga.[25]
- 1949 - Lilla, Nord, França: Thérèse Liotard, actriu francesa.
- 1953 - Edimburg (Escòcia): Tony Blair, advocat, Primer Ministre del Regne Unit (1997-2007).[26]
- 1958 - Madrid, Espanya: Lolita o Lolita Flores, nom artístic de Dolores González Flores, cantant i actriu espanyola d'origen gitano.
- 1959 - Monforte de Lemos, província de Lugo, Espanya: Júlia Otero Pérez, periodista catalana nascuda a Galícia.
- 1961 - Lexington (Kentucky), Estats Units: George Clooney, actor, director i productor estatunidenc.
- 1963 - Milà: Alessandra Ferri, ballarina italiana considerada la més gran ballarina italiana des de Carla Fracci.[27]
- 1966 - Madrid: Marta Belaustegui, actriu espanyola; ha estat directora del festival de Cinema 'Mujeres en Dirección', de Conca.
- 1971 - Fene: Yolanda Díaz Pérez, advocada i  política gallega, Ministra de Treball del govern espanyol al 2020.
- 1972 - Monròvia: Mae Azango, periodista de Libèria coneguda pels reportatges sobre mutilacions genitals femenines, que combat.
- 1983 - Jazueiro, Brasil: Daniel Alves, jugador de futbol.
- 1992 - Bucheon, Corea del Sud: Byun Baekhyun, cantant sud-coreà.[cal citació]
- 1993 - Gwangju, Corea del Sud: Kim Dasom, cantant sud-coreana.[cal citació]

Ficció
- 1946: Gordon Gekko és un empresari el principal antagonista de les pel·lícules Wall Street i Wall Street 2

## Necrològiques
Països Catalans
- 1540 - Bruges: Joan Lluís Vives i March, destacat humanista i filòsof valencià del Renaixement (48 anys).
- 1691 - Palma, Mallorca: Caterina Tarongí, jueva cremada viva per la Inquisició (44/45 anys).
- 1969 - Sabadell: Francesc Casañas i Riera, industrial corder i fotògraf català.
- 1990 - Martorell: Jaime Montaña Pascual, ciclista català.
- 1992 - Igualada, Anoia: Albert Vives i Mir, sacerdot, poeta i músic català (84 anys).
- 1996 - Barcelona: Manuel Buj García, futbolista català (86 anys).
- 1998:
  - Oxford, Regne Unit: Joan Gili i Serra, editor, llibreter, traductor i bibliòfil català (90/91 anys).[28]
  - Barcelona: Joan Casals i Noguera, empresari i articulista català (72 anys).
- 2010 - Barcelona: Pilar Espuña i Domènech, activista feminista i militant obrera cristiana (81 anys).[29]

Resta del món
- 1714, París: Philippe Grandjean, tipògraf (47/48 anys).[30]
- 1782, Berlínː Christine Kirch, astrònoma alemanya (n. ca. 1696).[31]
- 1824, Milà: Rosa Morandi, soprano italiana de renom (n. 1782).[32]
- 1909, París: Fanny Cerrito, ballarina i coreògrafa italiana (n. 1817).[33]
- 1910, Palau de Buckingham, Regne Unit: Eduard VII, rei del Regne Unit de la Gran Bretanya i Irlanda (68 anys).[34]
- 1919, Chittenango, Estat de Nova York, EUA: Lyman Frank Baum, escriptor nord-americà. Escriptor del llibre El meravellós màgic d'Oz (62 anys).[35]
- 1920, París: Hortense Schneider, cantant francesa d'opereta, del Segon Imperi.[36]
- 1947, Winter Park, Floridaː Louise Homer, contralt estatunidenca (n. 1871).[37]
- 1949, Niça, França: Maurice Maeterlinck, dramaturg i poeta belga, Premi Nobel de Literatura de l'any 1911 (86 anys).[38]
- 1950, Oxford, Regne Unit: Agnes Smedley, periodista, escriptora i feminista americana (58 anys).[39]
- 1952, Països Baixos: Maria Montessori, pedagoga, científica, metgessa, psiquiatra i filòsofa, i una devota catòlica, feminista i humanista italiana (81 anys).[40]
- 1971, Berlín: Helene Weigel, actriu i directora del Berliner Ensemble (70 anys).[41]
- 1975, Viena, Àustria: József Mindszenty, eclesiàstic hongarès, de veritable nom József Pehm. Es distingí com a enemic acèrrim del comunisme, i s'oposà als feixistes del grup Creu Fletxada (83 anys).[42]
- 1980, Santiago, Xile: María Luisa Bombal, escriptora xilena (69 anys).[43]
- 1992, París: Marlene Dietrich, actriu i cantant alemanya (90 anys).[44]
- 2006, Shrewsbury, Massachusetts: Lillian Asplund, una de les tres últimes supervivents de l'enfonsament del Titanic (n. 1906).[45]
- 2014, Viena: Maria Lassnig, artista austríaca, coneguda pels seus autoretrats.[46]
- 2016, Santiago de Xile: Margot Honecker, política alemanya, ministra d'Educació de la RDA (89 anys).[47]
- 2024 - Neuilly-sur-Seine: Bernard Pivot, periodista i escriptor francès (n. 1935).[48]

## Festes i commemoracions
- Santoral:
  - Santa Fotina, la Samaritana.
  - Sant Evodi d'Antioquia i Luci de Cirene, dos dels Setanta deixebles.
  - Sant Joan de Biclar, bisbe de Girona.
  - Sant Joan ante Portam Latinam, patró dels impressors.
  - Sant Eadberht de Lindisfarne, monjo.
  - Petronax, monjo; servent de Déu.
  - József Mindszenty, bisbe.
- Hıdırellez, antiga festa turca d'origen pre-islàmic que celebra l'arribada de la primavera.